# Lope García de Castro
Lope García de Castro, španski konkvistador, * ?, † 1576, Madrid.
Castro je bil podkralj Peruja (2. september 1564-26. november 1569).